# Iris Yassmin Barrios Aguilar
Iris Yassmin Barrios Aguilar, född 1962 är en guatemalansk domare.
Barrios arbetar i landets högrisk-domstol, den domstol som tar sig an svåra och politiskt känsliga åtal. 
Barrios arbetade 2011 med ett åtal mot fyra militärer som även blev dömda för en massaker under 1980-talets inbördeskrig.
År 2013 arbetade Barrios med åtalet mot landets tidigare diktator Efrain Rios Montt. Åtalet gällde bland annat folkmord av landets Ixil-Mayabefolkning och domen blev 80 års fängelse. Domen hävdes upp av landets konstitutionella domstol och en ny rättegången initierades 2015.
2014 tilldelades Iris Yassmin Barrios Aguilar International Women of Courage Award.